# Loudest Love
Loudest Love è un EP della band alternative rock/grunge americana dei Soundgarden, pubblicato nel mese di ottobre 1990 dalla A&M Records. Fu pubblicato in Giappone e successivamente negli Stati Uniti; le canzoni sono le stesse presenti nel singolo del brano Loud Love ma con l'aggiunta di Hands All Over, Heretic e Come Together.

## Tracce
| #  | Canzone            | Durata | Composta da                 | Originariamente in       | Note |
| -- | ------------------ | ------ | --------------------------- | ------------------------ | --- |
| 01 | Loud Love          | 5:26   | Chris Cornell               | Louder Than Love         | |
| 02 | Hands All Over     | 6:00   | Chris Cornell, Kim Thayil   | Louder Than Love         | |
| 03 | Get on the Snake   | 3:44   | Chris Cornell, Kim Thayil   | Louder Than Love         | |
| 04 | Heretic            | 4:26   | Kim Thayil, Hiro Yamamoto   | Hands All Over (singolo) | Originariamente pubblicata nella compilation Deep Six, questa versione è stata ri-registrata con Matt Cameron alla batteria al posto di Scott Sundquist |
| 05 | Come Together      | 5:52   | John Lennon, Paul McCartney | Hands All Over (singolo) | Le doppie voci sono fatte dal produttore Jack Endino |
| 06 | Fresh Deadly Roses | 4:53   | Chris Cornell               | Loud Love (singolo)      | |
| 07 | Big Dumb Sex       | 6:06   | Chris Cornell               | Loud Love (singolo)      | Versione dub remizzata dal produttore Steve Fisk |

## Formazione
- Matt Cameron – batteria
- Chris Cornell – voce
- Jason Everman – basso in Come Together
- Kim Thayil – chitarra
- Hiro Yamamoto – basso